# Labastide-Rouairoux
Labastide-Rouairoux é uma comuna francesa na região administrativa da Occitânia, no departamento de Tarn. Estende-se por uma área de 23.67 km², e possui 1.414 habitantes, segundo o censo de 2018, com uma densidade de 60 hab/km².